# Linehan-Gletscher
Der Linehan-Gletscher ist ein 17,5 km langer Gletscher in der antarktischen Ross Dependency. In der Queen Elizabeth Range fließt er vom Prinz-Andrew-Plateau in nordöstlicher Richtung entlang der Nordflanke des Turnabout Ridge zum Lowery-Gletscher. 
Das Advisory Committee on Antarctic Names benannte ihn 1966 nach Daniel J. Linehan (1904–1987), der an Bord der USS Atka zwischen 1954 und 1955 und nochmals zwischen 1955 und 1956 seismische Messungen zur Bestimmung von Eisdicken insbesondere im Gebiet des Rossmeers durchgeführt hatte.